# 市川市立百合台小学校
市川市立百合台小学校（いちかわしりつ ゆりだいしょうがっこう）は千葉県市川市曽谷にある公立小学校。

## 沿革
※出典
他校と同居することなく独立開校した。
1977年当初、学級数は1学年から5学年まで23学級。曽谷小、国分小、宮久保小、菅野小、冨貴島小からの児童、並びに新1年生と転入生の計914名，及び教職員37名で発足した。
- 1977年（昭和52年）度 - 開校。当時の児童数は914名
- 1983年（昭和58年）度 - 学校図書館教育研究推進重点校 （3年間）
- 1987年（昭和62年）度 - 特色ある学校づくり（音楽）指定校（2年間）
- 1989年（平成元年）度 - コミュニティスクール指定
- 1994年（平成6年）度 - 福祉教育推進校指定（2年間）
- 1999年（平成11年）度 - 新・創意と活力のある学校づくり推進校(3年間)
- 2009年（平成21年）度 - 「ちばっ子元気に」食と農の体験推進事業推進校
- 2012年（平成24年）度 - 市川市教育委員会指定幼小連携推進モデル校（24～26年度）
- 2015年（平成27年）度 - 市川市教育委員会指定幼小連携推進モデル校（27～29年度）
- 2021年（令和3年）度 - 放課後こども教室開設
- 2022年（令和4年）度 - 45周年記念品配布・オリジナルキャラクター「ゆりまる」制定

## 概要
「知」・「徳」・「体」の調和のとれた発達を図り、未来へ向かって社会の中でたくましく生きていくことのできる子どもの育成を教育目的としている。

## 通学区域
- 宮久保1～2丁目、曽谷1丁目、曽谷3丁目、曽谷6丁目、東菅野2丁目13～23番[4]

## 交通
- JR総武線市川駅からバスで15分（京成バス「曽谷公民館」バス停下車 徒歩6分）